# Chesapeake (Virginie-Occidentale)
Pour les articles homonymes, voir Chesapeake.
Chesapeake est une ville du comté de Kanawha en Virginie-Occidentale. La population est de 1 554 habitants d'après un recensement de 2010.

## Histoire
Chesapeake a été incorporée en tant que ville en 1949 et a été nommée d'après la Chesapeake and Ohio Railway qui dessert la communauté depuis 1873.

## Géographie
Chesapeake est située sur la Kanawha.
D'après le Bureau du recensement des États-Unis, la ville a une superficie de 0,64 milles carrés (1,66 km2), dont 0,48 milles carrés (1,24 km2) de terres. 0,16 milles carrés (0,41 km2), soit 25 % du territoire, est constitué d'eau.

## Démographie
Selon le recensement de 2010, Chesapeake compte 1 554 habitants. La population était de 1 643 habitants d'après le recensement de 2000, dont 750 ménages, et 480 familles résident dans la ville. 

## Économie
Chesapeake possède un aéroport municipal (Chesapeake Municipal Airport, code AITA : CPK).

## Personnalités
Chesapeake est la ville d'où est originaire Christopher Massey un joueur en National Football League.